# Katrine Vogelsang
Katrine Vogelsang (født 2. november 1977) er en dansk tv-producer og fiktionschef på TV 2.
Vogelsang begyndte sin karriere indenfor tv og filmbranchen som produktionsassistent på Taxa og senere Rejseholdet.
I 2005 blev hun uddannet som producer fra den Den Danske Filmskole.
Herefter blev hun ansat på DR som producent.
Vogelsangs debut som producent var Absalons Hemmelighed.
Den 1. juni 2011 blev hun ny fiktionschef på TV 2.